# Parabellumpistole (Schweiz)
Die Pistole 1900 und ihre Varianten 1906 und 06/29 sind Selbstladepistolen im Kaliber 7,65 × 21 mm Luger, die von 1900 bis etwa 1948 als Ordonnanzpistole der Schweizer Armee abgegeben wurden. Bei diesen in der Schweiz „Parabellum“ genannten Pistolen handelt es sich um Rückstosslader mit Kniegelenkverschluss. Die Waffe wurde von Georg Luger auf der Basis der Borchardt C93 entwickelt und wurde unter der Bezeichnung Pistole 08 im Kaliber 9 mm Parabellum auch von der deutschen Armee verwendet. Die letzte der in der Eidgenössischen Waffenfabrik Bern hergestellte Variante, die 7,65-mm-Pistole Mod. 06/29, wurde nach dem Zweiten Weltkrieg durch die Pistole SIG P210 im grösseren Kaliber 9 mm Parabellum abgelöst.

## Geschichte

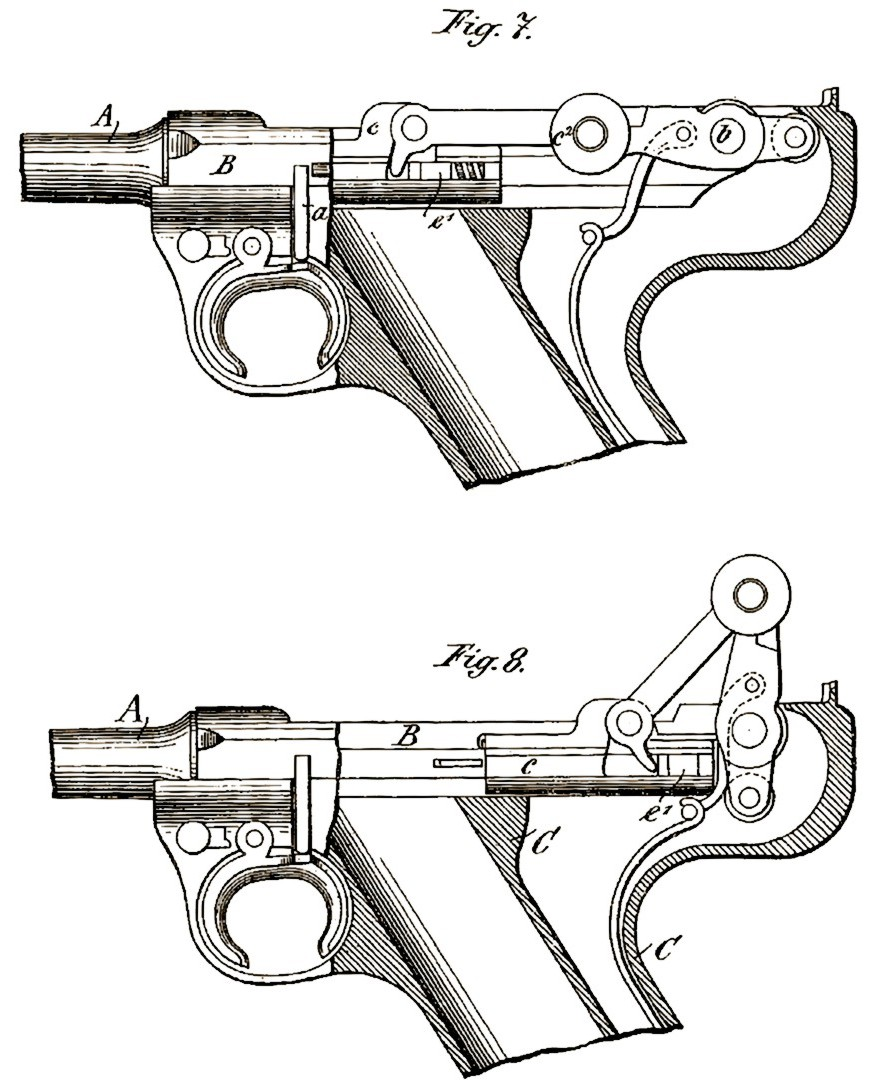
Borchardt-Luger Modell 1897/98, Bild aus der +Patentschrift Nr. 17977 vom 3. Okt. 1898

Nach Einführung der rauchlosen Munition GP 1890 für das Infanteriegewehr Modell 1889 wurde versucht, auch die 7.5-mm-Munition für den Revolver Modell 1882 mit dem neuen Pulver zu laborieren. Der Revolver erwies sich aber als für diese Munition nicht geeignet. Oberst Gressly vom Eidgenössischen Militärdepartement trat darauf 1892 mit Theodor Bergmann in Verbindung, um die dortige Entwicklung von Selbstladepistolen zu verfolgen. Tests fanden mit der Pistole Bergmann Modell 1894 und der von Hugo Schmeisser weiterentwickelten Bergmann-Pistole Modell 1897 mit abnehmbaren Magazin statt. Getestet wurden auch Pistolen des Systems Roth, verschiedene Typen von Mannlicher, die Mauser C96, die Borchardt C93 und ihr Nachfolger, die von Georg Luger entwickelte Borchardt-Luger-Pistole. Die Überlegenheit der Borchardt-Luger war evident und nach einigen, von der verantwortlichen Kommission vorgeschlagenen Verbesserungen führte dies zur Versuchspistole Luger 1898, zu 20 Prototypen Luger 1899 und zum Modell 1900. Am 4. Mai 1900 beschloss der Bundesrat, diese Pistole in der Schweizer Armee einzuführen. Vom Mai 1901 bis Mai 1906 lieferte die DWM 5'000 dieser Pistolen, vom Bundesrat als Ordonnanzpistole 1900 genehmigt wurden sie erst am 19. Februar 1904.
Die Parabellum-Ordonnanzpistolen wurden ausschliesslich an Offiziere abgegeben. Höhere Unteroffiziere sowie mit einer Faustfeuerwaffe ausgerüstete Unteroffiziere und Angehörige der Mannschaft verwendeten bis zur Einführung der Pistole 49 weiterhin den Revolver Modell 1882 sowie später das Nachfolgemodell Revolver 1882/29.

## Technik

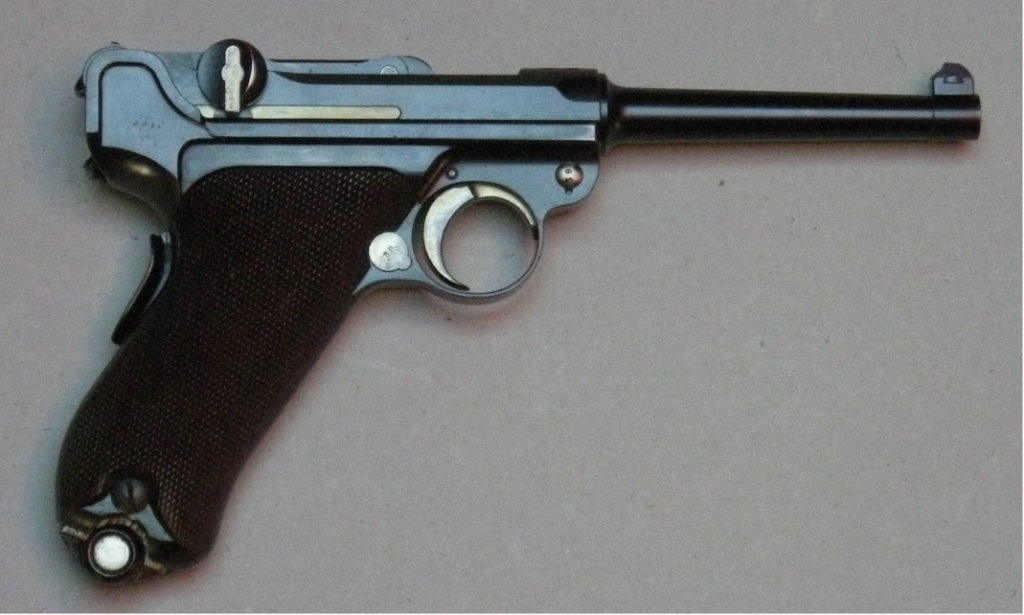
Pistole 1900

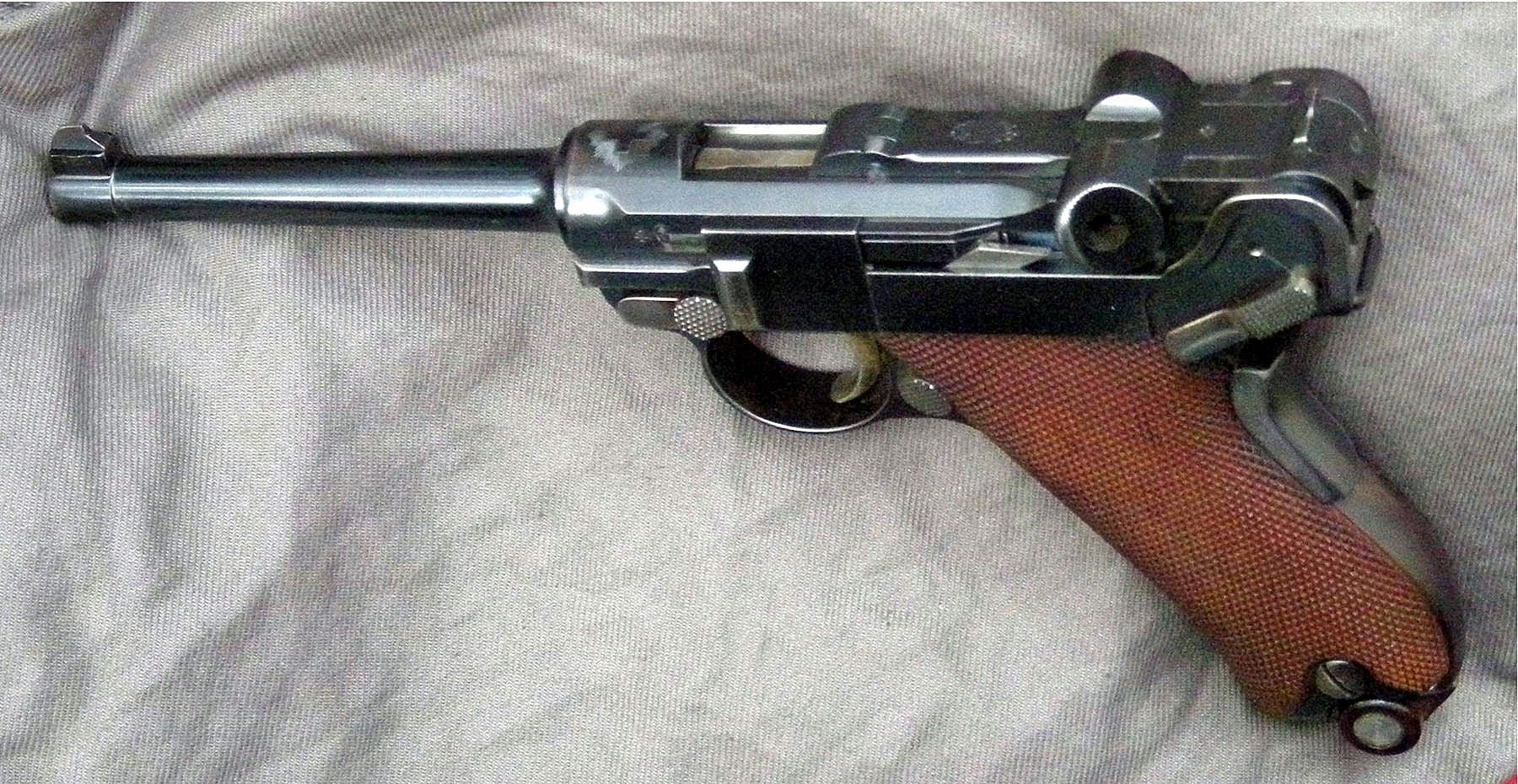
Pistole 1900, Verschluss und Auszieher flach

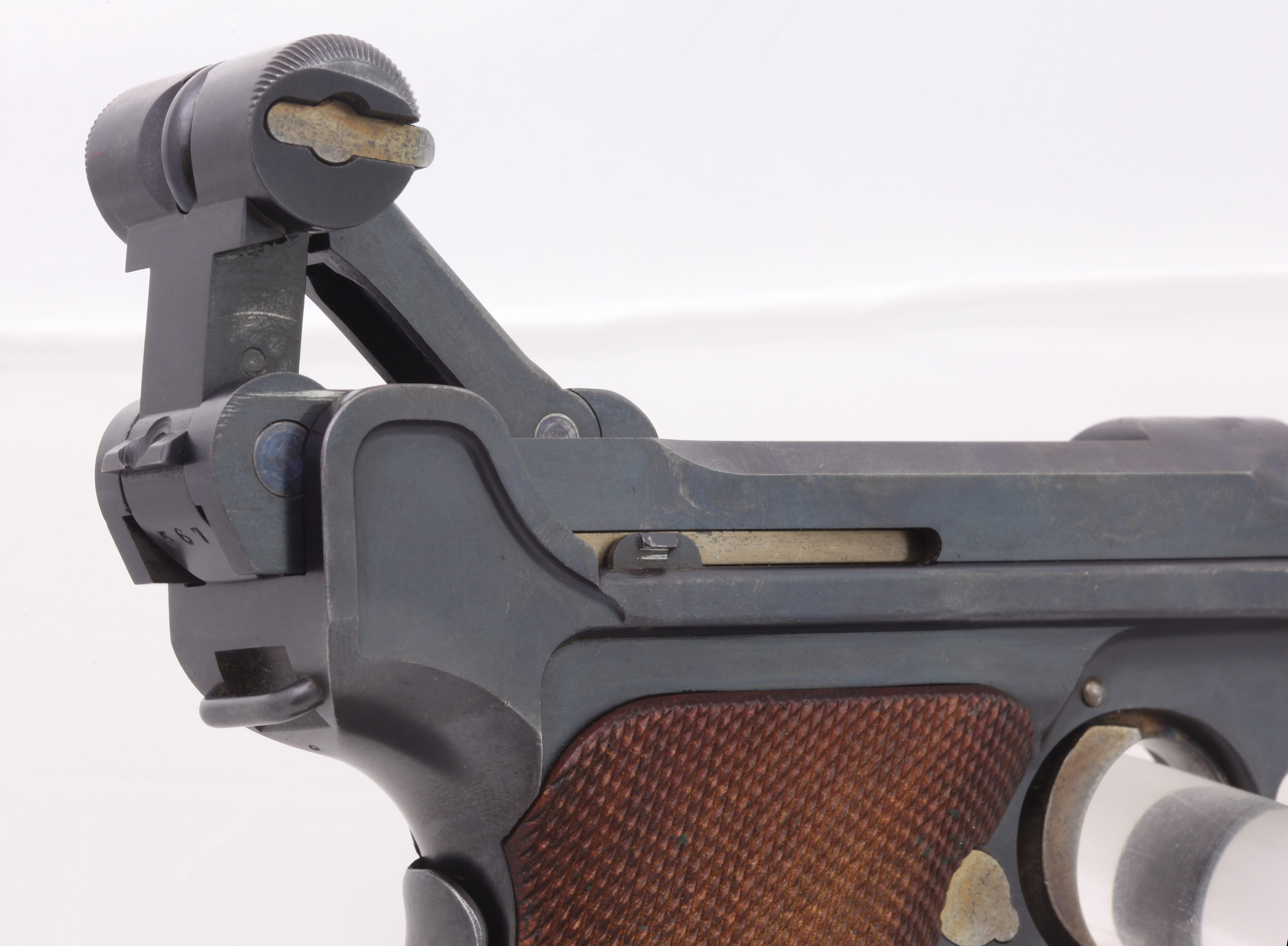
Pistole 1900, Kniegelenk bei offenem Verschluss, sichtbar der Haken am Ladeknopf, der gegen vorzeitiges Öffnen ins Gabelgehäuse eingreift

Die Parabellum-Pistole ist wie ihre Varianten ein aufschiessender Rückstosslader mit kurz zurückgleitendem Lauf und Kniegelenkverschluss. Technisch entspricht die Waffe bis auf Details der deutschen Pistole 08, hat jedoch im Unterschied zu dieser eine Handballensicherung.
Die Pistole ist einerseits durch die nach oben offene Funktion des Kniegelenkes und die engen Toleranzen verschmutzungsanfällig. Andererseits führen die engen Toleranzen, der fest mit dem Verschlussträger verschraubte Lauf, das direkt auf dem Lauf angebrachte Korn und das auf dem Hintergelenk eingefräste Visier zu hoher Schusspräzision. In dieser Hinsicht war sie den damaligen Browning-Militärpistolen mit nicht fest angebrachtem Lauf überlegen. Mit dem kleinen Kaliber von 7,65 mm, einem Geschossgewicht von 6 g und einer Anfangsgeschwindigkeit von 365 m/s fehlte ihr die Mannstoppwirkung, sie war deshalb als Militärwaffe eher ungeeignet.

### Aufbau
Der beim Schuss bewegliche Teil der Waffe besteht aus Lauf, dem damit verschraubten Verschluss- respektive Gabelgehäuse, dem Verschlusskopf und dem Kniegelenk. Das Gabelgehäuse ist in entsprechenden Führungsnuten im Griffstück längsverschiebbar, analog dazu gleitet der Verschlusskopf in Führungsnuten im Gabelgehäuse. Abgestützt wird dieser durch das aus Vorder- und Hintergelenk bestehende Kniegelenk. Um vorzeitiges Öffnen zu vermeiden, ist das Kniegelenk überknickt. Das Hintergelenk ist durch einen horizontal angebrachten massiven Bolzen schwenkbar am Gabelgehäuse angelenkt. Es ist über eine Kupplungskette mit der  hinten im Griffstück liegenden Schliessfeder verbunden. Die zwischen Vorder- und Hintergelenk beidseitig angebrachten Knöpfe dienen zum Laden der Waffe. Bei der Pistole 1900 ist am rechten Ladeknopf ein Haken angebracht, der in eine eingefräste Rille im Gabelgehäuse eingreift um das ungewollte Öffnen des Kniegelenkes zu verhindern.
Auf der Pistole 1900 und frühen Ausführungen der Pistole 1900/06 ist auf dem Kopf des Gabelgehäuses das Schweizer Kreuz im Strahlenkranz (Geneva Cross) eingepresst, bei späteren Ausführungen der Pistole 1900/06 aus DWM-Fertigung ist es das Schweizer Kreuz im Wappenschild. Bei allen diesen Pistolen findet sich ein verschlungenes DWM auf dem Vordergelenk des Kniegelenkes.

### Funktion
Beim Schuss wird der Rückstoss über Verschluss, Kniegelenk und Bolzen auf das Gabelgehäuse übertragen, dieses läuft zurück. Das Griffstück hat an seinem hinteren Ende beidseitig aufragende Schultern mit nach oben gerichteten Führungskurven. Nach einigen Millimetern Rücklauf werden die am Kniegelenk angebrachten Ladeknöpfe durch diese Kurven gehoben, das Kniegelenk knickt auf und löst die Verriegelung. Der Verschlusskopf läuft zurück und wirft die abgeschossene Hülse aus, gleichzeitig spannt ein unten am Vordergelenk angebrachter Nocken den im Verschlusskopf liegenden Schlagbolzen. Durch die im Griffstück liegende Schliessfeder wird der Nachladevorgang ausgelöst, der Verschlusskopf schiebt im Vorlauf eine neue Patrone aus dem Magazin ins Patronenlager, die Waffe ist wieder schussbereit. Ausgelöst wird der Schuss durch den federbelasteten Schlagbolzen, der über eine seitlich liegende Kipphebelmechanik durch Betätigen des Abzuges freigegeben wird. Bei leergeschossenem Magazin bleibt der Verschluss geöffnet.

### Sicherungen
Die Waffe hat zwei Sicherungen, die Handballensicherung und den Sicherungsflügel an der Aussenseite der linken Griffstückschulter. Wird die Handballensicherung nicht eingedrückt, so ist die Kipphebelmechanik zwischen dem Abzug und dem Schlagbolzen blockiert. Die Handballensicherung kann durch den seitlich am Gehäuse liegenden Sicherungshebel blockiert werden. Die neueren Modelle, ab 1906 haben einen Ladeanzeiger. Befindet sich eine Patrone im Patronenlager, so wird auf dem Hülsenauszieher eine Aufschrift GELADEN sichtbar.

## Pistole 1900
Nach diversen Versuchen mit Selbstladepistolen entschloss sich die Schweiz 1900, die Luger-Pistole im Kaliber 7,65 × 21 mm als Ordonnanzpistole 1900 für berittene Offiziere und Stabsoffiziere einzuführen. Die Pistole 1900 hat noch einen flachen Verschlusskopf, der darauf angebrachte flache Auszieher dient noch nicht als Ladeanzeiger. Die Ladeknöpfe sind asymmetrisch, vorne geriffelt. Die im Griffrahmen hinter dem Magazinschacht angebrachte Schliessfeder, eine doppellagige Blattfeder, ist über ein Kettenstück mit dem Hintergelenk verbunden. Da das System noch in Entwicklung war, wurde es laufend verbessert.

### Varianten
- Der Abzug (Züngel) war anfangs schmal, später hergestellte waren breiter.
- Die erhöhte geriffelte Fläche am Ende des Sicherungs-Sperrhebels war bei frühen Modellen lang (13,7 mm), später war diese kürzer, es existieren drei Varianten.
- Bei frühen Modellen war die Handauflage der Handballensicherung 11,3 mm breit, später breiter.
- Der geriffelte Knopf am Patronenzuführer beim Magazin Typ I war dünner als der beim Magazin Typ II.
- Am Griffrahmen der früheren Pistolen musste deshalb die Eintrittsöffnung des Magazinschachtes durch eine Einfräsung an die später abgegebenen Magazine Typ II angepasst werden.
- 1920 wurde bei der Eidg. Waffenfabrik eine Zahl von Verschlussköpfen mit verstärkten Ausziehern hergestellt, diese sind im Gegensatz zu originalen Ausziehern nicht mehr flach, sie sind vorne etwas dicker.

Gesamthaft wurden von der DWM, Berlin 5'100 Exemplare der Pistole 1900 ausgeliefert. 100 dieser Waffen wurden 1914 umnummeriert.

## Pistole 1900/06
Die Pistole 1900/06 ist eine in folgenden Punkten verbesserte Variante ihres Vorgängers:
- Schliessfeder: Die Blattfeder wurde durch eine auf Druck belastete Schraubenfeder ersetzt, diese ist über eine Zugstange, einen winkelförmigen Kipphebel und ein Kettenstück mit dem Hintergelenk verbunden.
- Die Ladeknöpfe am Hintergelenk sind nicht mehr asymmetrisch, sondern rund und geriffelt.
- Der Haken (gegen ungewolltes Öffnen des Verschlusses) am rechten Ladeknopf fällt weg.
- Der Verschlusskopf ist nicht mehr flach, sondern bombiert.
- Der massiver gestaltete Hülsenauszieher dient auch als Ladeanzeiger, auf seiner linken Seitenfläche wird das Wort GELADEN sichtbar wenn sich eine Patrone im Lauf befindet.

Bis auf die zusätzliche Handballensicherung entspricht die Pistole in der Funktion der deutschen Pistole 08.
Von der DWM Berlin wurden zwischen 1906 und 1914 etwas über 10'000 dieser Pistole, Seriennummer 5001 bis 15215 geliefert, bei Ausbruch des Ersten Weltkrieges wurden die Lieferungen eingestellt.

## Pistole 1900/06 (Waffenfabrik)
Zwischen 1918 und 1933 stellte die Waffenfabrik Bern eine Serie dieser Pistolen her (Seriennummer 15216–33089); diese Waffen entsprachen weitgehend dem Mod. 1900/06, einzig die hölzernen Griffschalen sind nicht bis an den Rand geriffelt, zudem fehlt die Einprägung des Schweizer Kreuzes auf dem Kopf des Gabelgehäuses. Das verschlungene DWM auf dem Hintergelenk wurde durch ein Schweizerkreuz und die Aufschrift WAFFENFABRIK BERN ersetzt.

## 7,65 mm Pistole 1906/29

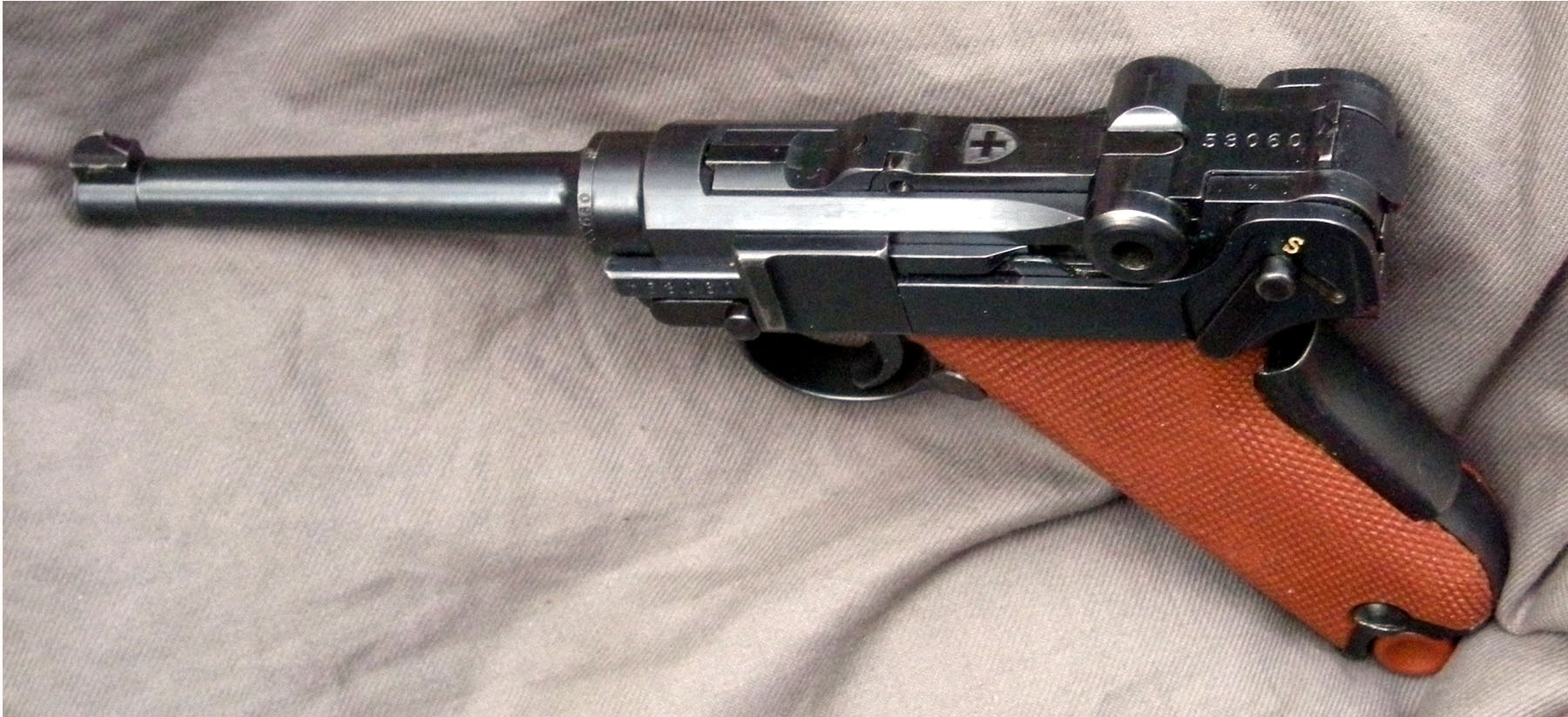
7,65 mm Pistole 06/29, Verschluss

Eine weiter vereinfachte Variante, das Modell 1906/29, wurde zwischen 1933 und 1946 in der Waffenfabrik Bern hergestellt (Seriennummer 50001–77941). Es ist erkennbar am vorne nicht mehr geschweiften Griff, der längeren Handballensicherung und den nicht geriffelten Gelenkköpfen. Ebenso war auch der Abzugswiderstand deutlich höher als beim Modell 1900/06. Die ersten bis ca. Seriennummer 55000 hergestellten Waffen hatten rote, aus Canevasit hergestellte Griffschalen und Magazinknöpfe, diese waren brüchig, deshalb wurden später andere Kunststoffe verwendet. Beschriftung der Waffe siehe beiliegendes Bild.

## Versuche, Schützenwaffen, Schnittmodelle
In der Eidgenössischen Modellsammlung, heute in Thun, finden sich diverse Pistolen der Versuche, die ab 1894 stattfanden. Neben den Pistolen anderer Hersteller befindet sich dort
- eine Borchardtpistole 1893, Seriennummer 95,
- eine Pistole System Luger 1898, Seriennummer 5
- eine Pistole System Luger 1899 Seriennummer 19.
- von der Pistole Borchardt-Luger 1897/Patent 1898 existieren nur Zeichnungen.

Bereits 1912, nach diversen Kritiken durch die Presse und Offiziere, wurden Versuchsschiessen mit einer Pistole 06 im Kaliber 9 mm, Lauflänge 150 mm, einer spanischen Bayard-Pistole und verschiedenen Browning-Pistolen durchgeführt. In der Eidgenössischen Modellsammlung in Thun finden sich auch diverse Pistolen 1900/06 mit abnehmbarem Anschlagschaft, längerem Magazin, in diversen Lauflängen bis 325 mm (bei dieser Waffe ist das von 50 bis 300 m verstellbare Visier am Laufende angebracht). Eine kurzläufige Pistole 1900/06 trägt einen klappbaren Anschlagschaft mit der Aufschrift PATENT BENKE THIEMANN D.R.P.u.A.P.
Nach 1947 wurden einige Pistolen 06/29 als Scheibenpistolen mit Mikrovisier, höherem Kornsattel und modifizierten Griff, andere mit einem mit Mikroschrauben seitlich verstellbarem Korn hergestellt. Die Seriennummern dieser Waffen liegen zwischen P 78'106 und P 78'216.